# RTV21
RTV21 (акроним за Radio Televizioni 21) је српска комерцијално-радиодифузна телевизијска и радио-станица на албанском језику са седиштем у Приштини. Налази се у власништву предузећа Company 21. Једна је од најгледанијих телевизијских станица на Косову и Метохији.
Поред својих додатних шест телевизијских станица које су активне на Косову и Метохији, има и телевизијску станицу у Северној Македонији намењену албанској публици.

## Историја
Радио-станица је основана 11. маја 1998. у јеку рата на Косову и Метохији, а постала је позната као јавно гласило косовско-метохијских Албанаца током 30-минутних вести које је преносила о дешавањима у рату. Током НАТО бомбардовања Југославије, седиште је накратко премештено у Скопље.
Телевизијска станица је покренута 22. септембра 2000, док је касније добила лиценцу и емитовала два сата програма дневно, што је повећано на 18 сати у 2001. Од 2002. године, предајник емитује нон-стоп програм, који се састоји од 70% домаће продукције.